# Juha Laukkanen
Juha Lauri Laukkanen (Pielavesi, 6 de janeiro de 1969) é um antigo atleta finlandês de  lançamento do dardo que participou dos Jogos Olímpicos de Verão de 1992.